# Rockabilly

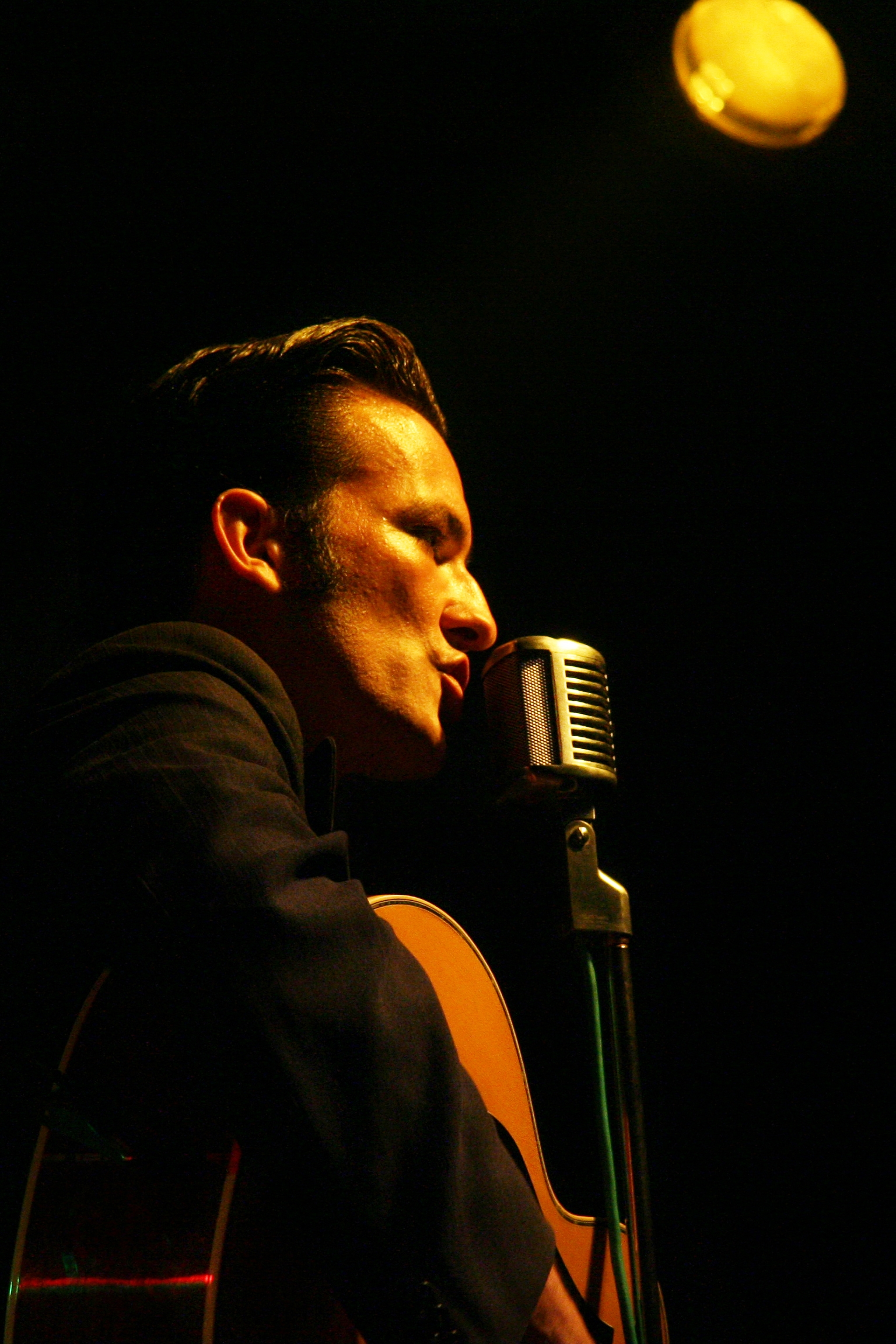
Rockabillysångare

Rockabilly är en musikgenre som skapades av bland andra Bill Haley and his Comets. Elvis Presley och Sam Phillips i Sun Records vilka gjorde rockabillyn större omkring 1954. Musiken är en blandning mellan country, som tidigare kallades för hillbillymusik, och blues och är en av de tidigaste formerna av rockmusik. Stående inslag i musiken var att den var lätt och tilltalande. I instrumentväg var halvakustisk elgitarr och kontrabas viktiga inslag. På kontrabasen slog man på strängarna på ett speciellt sätt som kallas "slap-bas". 
I slutet av 1950-talet hade genren börjat upplösas och övergå i andra skilda genrer. På 1980-talet fick dock genren en sorts "come-back" "Neo Rockabilly" då band som Stray Cats återupplivade musiken. Blandningar av musiken med punk förekommer också, denna musikstil brukar kallas psychobilly.

## Viktiga artister

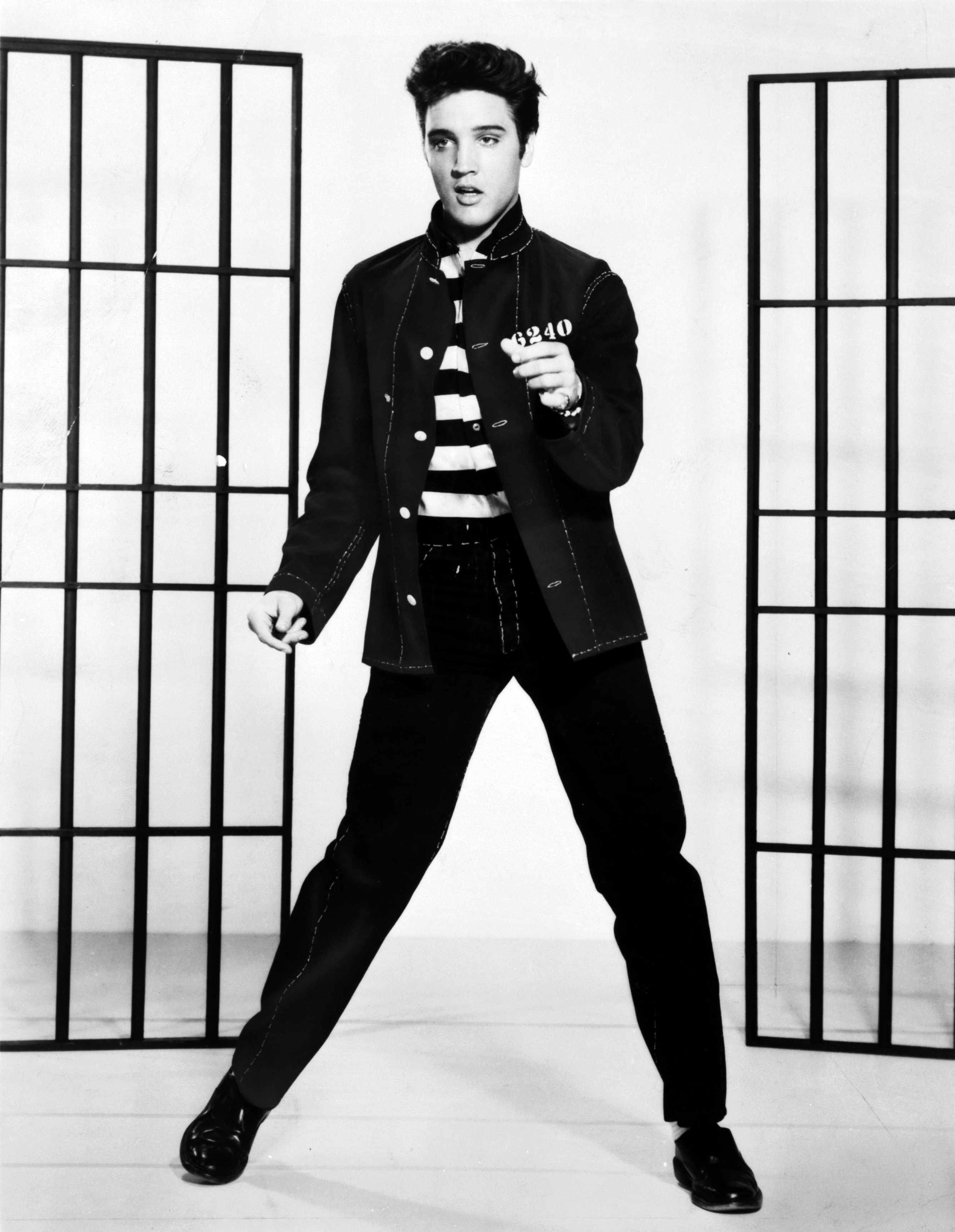
Elvis Presley 1957.

Några av de mer kända namnen är Elvis Presley, Johnny Burnette, Carl Perkins, Wanda Jackson, Billy Lee Riley, Buddy Holly och Bill Haley. 

### Artister under 1950-, 1960- och 1970-talet
| - Jerry Lee Lewis - Carl Perkins - Charlie Feathers - Glen Glenn | - Johnny Burnette Trio - Eddie Cochran - Gene Vincent - Sonny Burgess - Sha Na Na - Johnny Cash - Wanda Jackson |

### Artister inom neorockabilly
| - Blasters - Stray Cats - Robert Gordon - Tuff Darts - Shakin' Stevens - Ray Campi - Matchbox - Shakin' Pylamids - Teencats - The Go Getters | - Top cats - Slaptones - Black Knights - Red Hot Max - Fatboy - Red West & Hot Rythm |

## Exempel på typiska Rockabilly-låtar
| - "That's All Right" - Elvis Presley - "Jailhouse Rock" - Elvis Presley - "Blue Suede Shoes" - Carl Perkins - "Matchbox" - Carl Perkins - "Great Balls of Fire" - Jerry Lee Lewis - "Be-Bop-A-Lula" - Gene Vincent - "Rock Around the Clock" - Bill Haley & His Comets - "Rockabilly Boogie" - Johnny Burnette - "20 Flight Rock" - Eddie Cochran - "One Hand Loose" - Charlie Feathers | - "Flying Saucers Rock'N'Roll" - Billy Lee Riley - "Let's Have a Party" - Wanda Jackson - "Not Fade Away" - Buddy Holly - "We Wanna Boogie" - Sonny Burgess - "Rockin' Daddy" - Sonny Fisher - "Everybody's Movin'" - Glen Glenn - "Rumble" - Link Wray - "Leroy" - Jack Scott - "Grandaddy's Rockin'" - Mac Curtis - "Sea Cruise" - Sha Na Na - "Drivin' Wheel" - Robert Gordon |

## Rockabilly i Sverige
I Sverige är rockabilly starkt företrädd i raggarnas kultur, och det har även uppkommit en egen rockabillykultur.
Rockabilly som sådant är tätt sammanknutet med en typ av 'old school' motorkultur, som kännetecknas av hot rods och custom på bilsidan och bobbers på motorcykelsidan. [källa behövs] Typiska sådana motorklubbar i genren är de svenska klubbarna A-bombers och Jokers.[källa behövs]
Sweden Rockabilly Festival avhålls årligen i Lerdala.